# Stenometopiellus vader
Stenometopiellus vader är en insektsart som beskrevs av Hamilton 2002. Stenometopiellus vader ingår i släktet Stenometopiellus och familjen dvärgstritar. Inga underarter finns listade i Catalogue of Life.